# 15368 Katsuji
15368 Katsuji este un asteroid din centura principală de asteroizi.

## Descriere
15368 Katsuji este un asteroid din centura principală de asteroizi. A fost descoperit pe 14 mai 1996 la Moriyama de Robert H. McNaught și Yasukazu Ikari. Asteroidul prezintă o orbită caracterizată de o semiaxă mare de 2,40 ua, o excentricitate de 0,13 și o înclinație de 11,4° în raport cu ecliptica.